# Coleção DC Comics Graphic Novels
A Coleção DC Comics Graphic Novels é uma coleção quinzenal de histórias em quadrinhos publicada pela Eaglemoss Collections em parceria com a DC Comics. A série é uma coleção de arcos clássicos e famosos dos mais conhecidos super-heróis da DC Comics, tendo suas mais importantes histórias dos quadrinhos republicadas em formato de luxo. Todos os volumes contam com uma história bônus de um momento marcante dos últimos 75 anos da editora, incluindo, por exemplo, as primeiras aparições de Superman e Coringa.
A coleção começou em países como Alemanha, Brasil, Polônia, Hungria, mas com ordem e conteúdo diferentes. Um pequeno teste local também foi executado em partes selecionadas do Reino Unido. A história de estreia, Batman:Silêncio Parte 1, foi lançada no Brasil em 13 de outubro de 2015 ao preço especial de R$ 9,90, antes de subir gradualmente para R$ 34,90 por número. A coleção já sofreu três reajuste de preço, o primeiro passou a custar R$ 44,99, o segundo R$ 49,99 e o último aumento (a partir da edição 43) foi de R$ 54,99. A lombada dos livros forma uma arte de Alex Ross. São planejados 60 volumes com a possibilidade de uma expansão.
Além de expandir a coleção em 2017, a Eaglemoss lançou duas coleções especiais: Batman - Terra de Ninguém, em 2016; e DC Coleção de Graphic Novels – Sagas Definitivas, anunciada em 2018. 

## Lista de publicações
Abaixo está uma lista dos livros que serão lançados como parte da coleção. Eles podem variar em comparação com a linha publicada em outros países que compartilham a coleção.
| Número | Título                                                  | Publicação original | Data de publicação |
| ------ | ------------------------------------------------------- | --- | ------------------ |
| 1      | Batman: Silêncio (Parte 1)                              | Batman #608-613; Detective Comics #27 | Setembro de 2014   |
| 2      | Batman: Silêncio (Parte 2)                              | Batman #614-618; Detective Comics #33 | Outubro de 2014    |
| 3      | Superman: O último filho de Krypton                     | Action Comics #844-846 & #851, Action Comics Annual #11, Superman Annual #13; Superman #1                                                                                | Novembro de 2014   |
| 4      | Liga da Justiça: Torre de Babel                         | JLA #43-46, JLA Secret Files #3; The Brave and the Bold #28 | Novembro de 2014   |
| 5      | Superman/Batman: Inimigos Públicos                      | Superman/Batman #1-6; Superman #76 | Novembro de 2015   |
| 6      | Batman: O Longo Dia das Bruxas (Parte 1)                | Batman: The Long Halloween #1-6; Batman #181 | Novembro de 2015   |
| 7      | Batman: O Longo dia das Bruxas (Parte 2)                | Batman: The Long Halloween #7-13; Detective Comics 66 | Dezembro de 2015   |
| 8      | Superman: O Homem de Aço                                | Man of Steel #1-6; "Superman, Champion of the Oppressed" from Action Comics #1                                                                                           | Dezembro de 2015   |
| 9      | Liga da Justiça: Ano Um (Parte 1)                       | JLA: Year One #1-6; Justice League of America #9 | Janeiro de 2016    |
| 10     | Liga da Justiça: Ano Um (Parte 2)                       | JLA: Year One #7-12; Detective Comics #225 | Janeiro de 2016    |
| 11     | Batman: Morte em Família                                | Batman #426-#429; Batman #366 | Fevereiro de 2016  |
| 12     | Lex Luthor: Homem de Aço                                | Lex Luthor: Man of Steel #1-5; Action Comics #23 | Fevereiro de 2016  |
| 13     | Liga da Justiça: Terra 2                                | JLA: Earth 2; The Flash #123 | Março de 2016      |
| 14     | Superman/Batman: Supergirl                              | Superman/Batman 8-13; Action Comics 252 | Março de 2016      |
| 15     | Batman: O Nascimento do Demônio (Parte 1)               | Batman: Son of the Demon, Batman: Bride of the Demon; Batman 232 | Abril de 2016      |
| 16     | Batman: O Nascimento do Demônio (Parte 2)               | Batman: Birth of the Demon; Batman 235 | Abril de 2016      |
| 17     | Mulher-Maravilha: O Círculo                             | Wonder Woman (Vol. 3) 14-17; Wonder Woman 98 + 105 | Maio de 2016       |
| 18     | Superman: Brainiac                                      | Action Comics 866-870, Superman: New Krypton Special 1; Action Comics 242                                                                                                | Maio de 2016       |
| 19     | Liga da Justiça: O Prego                                | Justice League of America: The Nail 1-3 ; Superman 13 | Junho de 2016      |
| 20     | Os Novos Titãs: O Contrato de Judas                     | The New Teen Titans 39-40, Tales of the Teen Titans 41-44, Teen Titans Annual 3; The Brave and the Bold 54                                                               | Junho de 2016      |
| 21     | Trindade                                                | Trinity 1-3; World's Finest 71 | Julho de 2016      |
| 22     | Mulher-Gato: Um Crime Perfeito                          | Catwoman: Selina's Big Score, Detective Comics 759-762; Batman 1 | Julho de 2016      |
| 23     | Mulher-Gato: Trilha da Mulher-Gato                      | Catwoman 1-4, 6-9; Batman 62 | Agosto de 2016     |
| 24     | Superman: A Morte do Superman                           | Superman: The Man of Steel #18-19, Justice League of America #69, Superman #74-75; Action Comics #684                                                                    | Agosto de 2016     |
| 25     | Lobo: Sem Limites                                       | Lobo Unbound 1-6; Omega Men 3 | Setembro de 2016   |
| 26     | Mulher-Maravilha: Paraíso Perdido                       | Wonder Woman 164-170; New Teen Titans 38 | Setembro de 2016   |
| 27     | Liga da Justiça: Justiça (Parte 1)                      | Justice 1-6; More Fun Comics 73 | Outubro de 2016    |
| 28     | Liga da Justiça: Justiça (Parte 2)                      | Justice 7-12; Whiz Comics 2 | Outubro de 2016    |
| 29     | Superman/Batman: Poder Absoluto                         | Superman/Batman #14-18; World's Finest #88 | Novembro de 2016   |
| 30     | Lanterna Verde: Crepúsculo Esmeralda/Novo Amanhecer     | Green Lantern/Green Arrow 76-81; All-American Comics 16 | Dezembro de 2016   |
| 31     | Arlequina: Prelúdios e trocadalhos                      | Harley Quinn #1-7 (2000 – 2001) ; "Batgirl: Year One" from The Batman Adventures #12                                                                                     | Janeiro de 2017    |
| 32     | Arqueiro Verde: O Espírito da Flecha (Parte 1)          | Green Arrow 1-5; The Brave and the Bold 85 | Janeiro de 2017    |
| 33     | Arqueiro Verde: O Espírito da Flecha (Parte 2)          | Green Arrow 6-10; Flash Comics 86 + 92 | Fevereiro de 2017  |
| 34     | Batman: O Homem Que Ri & Asilo Arkham                   | Batman: The Man Who Laughs, Batman: Arkham Asylum - A Serious House on Serious Earth; Batman 327                                                                         | Fevereiro de 2017  |
| 35     | DC: A Nova Fronteira (Parte 1)                          | DC: The New Frontier 1-3; Adventure Comics 466 | Março de 2017      |
| 36     | DC: A Nova Fronteira (Parte 2)                          | DC: The New Frontier 4-6; Showcase 17 | Março de 2017      |
| 37     | Superman/Batman: Vingança Máxima!                       | Superman/Batman #20-25; World's Finest #94 | Abril de 2017      |
| 38     | Mulher-Maravilha: Deuses e Mortais                      | Wonder Woman (Vol. 2) 1-7; Wonder Woman (Vol. 1) 1 | Abril de 2017      |
| 39     | Batman: Estranhas Aparições                             | Detective Comics 468, 471-476, 478-479, 481; Detective Comics 36 | Maio de 2017       |
| 40     | Superman/Batman: Inimigos Entre Nós                     | Superman/Batman #28-33; Justice League of America #1 | Maio de 2017       |
| 41     | Arqueiro Verde: Ano Um                                  | Green Arrow: Year One 1-6; More Fun Comics 73 | Junho de 2017      |
| 42     | Batman: Sina Macabra                                    | Batman: The Doom That Came to Gotham 1-3; The Demon 1 | Junho de 2017      |
| 43     | Batman: Descanse em Paz                                 | Batman #676-681; #156 | Julho de 2017      |
| 44     | Flash: Nascido para Correr                              | The Flash #62-65, The Flash Annual #8, Speed Force #1, The Flash 80-Page Giant #1; The Flash 135                                                                         | Julho de 2017      |
| 45     | Robin: Ano Um                                           | Robin: Year One 1-4; Detective Comics 38 | Agosto de 2017     |
| 46     | Superman/Batman: Tormento                               | Superman/Batman #37-42; Forever People #1 | Agosto de 2017     |
| 47     | Mulher-Maravilha: Os olhos da Górgona                   | Wonder Woman 206-213; Wonder Woman 92 | Setembro de 2017   |
| 48     | Batgirl: Ano Um                                         | Batgirl: Year One 1-9; Batman 139 | Setembro de 2017   |
| 49     | Justiça Jovem: Uma Nova Liga                            | Young Justice 1-7; The Flash 92 | Setembro de 2017   |
| 50     | Flash: O Retorno de Barry Allen                         | The Flash 74-79; Superman 199 | Outubro de 2017    |
| 51     | Batman: Amantes e Loucos                                | Batman Confidential 7-12; Detective Comics 168 | Outubro de 2017    |
| 52     | Arqueiro Verde: Os Caçadores                            | Green Arrow: The Longbow Hunters 1-3; Adventure Comics 256 | Novembro de 2017   |
| 53     | O Bravo e o Audaz: Os donos da sorte                    | The Brave and the Bold #1-6; The Brave and the Bold #50 | Novembro de 2017   |
| 54     | Homem-Borracha: Uma caçada muito louca                  | Plastic Man 1-6; Police Comics 1 | Novembro de 2017   |
| 55     | Liga da Justiça: Nova Ordem Mundial                     | JLA 1-4, JLA Secret Files and Origins 1; Justice League of America 42 | Dezembro de 2017   |
| 56     | Flash: Guerra de Gangues                                | The Flash 220-225; Showcase 8 | Dezembro de 2017   |
| 57     | Superman: O Legado das Estrelas (Parte 1)               | Superman: Birthright 1-6; Action Comics 245 | Janeiro de 2018    |
| 58     | Superman: O Legado das Estrelas (Parte 2)               | Superman: Birthright 7-12; Adventure Comics 271 | Janeiro de 2018    |
| 59     | Lanterna Verde/Arqueiro Verde: Na estrada               | Green Lantern/Green Arrow 76-8; All American Comics 16 | Fevereiro de 2018  |
| 60     | Flash: Ponto de Ignição                                 | Flashpoint 1-5; The Flash 139 | Fevereio de 2018   |
| 61     | Batman/Caçadora: Sede de Sangue                         | Batman/Huntress: Cry for Blood 1-6; Dc Super Stars 17 | Março de 2018      |
| 62     | Liga da Justiça: Desígnios Divinos                      | JLA: Act of God 1-3; The Brave And The Bold 30 | Março de 2018      |
| 63     | Superman: O que aconteceu ao Homem de Aço?              | Supeman Annual 11, Dc Comics Presents 85, Superman 423 e Action Comics 583; Superman 30                                                                                  | Abril de 2018      |
| 64     | Liga da Justiça/Sociedade da Justiça: Vícios e Virtudes | JLA/JSA: Virtue and Vice (2002), Justice League of America (1960) #21, More Fun Comics (1936) #55                                                                        | Abril de 2018      |
| 65     | Batman: A Luva Negra                                    | Batman (1940) 667-669, 672-675; Detective Comics (1937) n° 110 | Maio de 2018       |
| 66     | Monstro do Pântano (Parte 1)                            | The Saga of Swamp Thing (1982) #21-27, House of Secrets (1956) #92 | Maio de 2018       |
| 67     | Monstro do Pântano (Parte 2)                            | The Saga of Swamp Thing (1982) #28-34; Swamp Thing (1972) #1 | Junho de 2018      |
| 68     | Os Melhores do Mundo: Pesadelos Infernais               | Legends of the World’s Finest (1994) #1-3, World’s Finest Comics (1941) #88                                                                                              | Junho de 2018      |
| 69     | Lanterna Verde: A Vingança Dos Lanternas Verdes         | Green Lantern (2005) #7-13, DC Comics Presents (1978) #27 | Julho de 2018      |
| 70     | Superman/Shazam: O Primeiro Trovão                      | Superman/Shazam: First Thunder (2005) #1-4, Superman (1939) #276 | Julho de 2018      |
| 71     | Liga da Justiça: Ascensão e Queda                       | Justice League: Rise And Fall Special (2010) #1, Green Arrow And Black Canary (2007) #31-32, Justice League: The Rise of Arsenal (2010) #1-4, More Fun Comics (1943) #89 | Agosto de 2018     |
| 72     | Liga da Justiça Internacional (Parte 1)                 | Justice League (1987) #1-6, Justice League International (1987) #7, Captain Atom (1965) #83                                                                              | Agosto de 2018     |
| 73     | Liga da Justiça Internacional (Parte 2)                 | Justice League International (1987) 8-12, Mister Miracle (1971) #1 | Agosto de 2018     |
| 74     | Lanterna Verde - Hal Jordan: Procurado                  | Green Lantern (2005) #14-20, Green Lantern (1960) #16 | Setembro de 2018   |
| 75     | Superman e A Legião dos Super-Heróis                    | Action Comics (1938) #858-863, Adventure Comics (1938) #247 | Setembro de 2018   |
| 76     | Os Novos Titãs: O Futuro Começa Agora                   | Teen Titans/Legion Special (2004) #1, Teen Titans (2003) #16-23, The Brave and the Bold (1955) #60                                                                       | Outubro de 2018    |
| 77     | Batman: Dinastia Cavaleiro das Trevas                   | Batman: Dark Knight Dynasty (1997), The Flash (1959) #137 | Outubro de 2018    |
| 78     | Flash: Rápido Como Um Raio                              | The Flash: The Fastes Man Alive (2006) #1-6, Impulse (1995) #1 | Novembro de 2018   |
| 79     | Superman: A Ameaça da Kryptonita Vermelha               | Superman (1987) 49-50, Adventures of Superman (1987) 472-423, Action Comics (1938) 659-660, Starman (1988) 28, Superman (1939) 61                                        | Novembro de 2018   |
| 80     | Gavião Negro: De Volta aos Céus                         | Hawkman (2002) 1-6, Hawkman Secret Files and Origins (2002) 1, Flash Comics (1940) 1                                                                                     | Dezembro de 2018   |
| 81     | Superman/Batman: Gerações                               | Superman & Batman Generations (1999) 1-4, World’s Finest (1941) | Dezembro de 2018   |
| 82     | Os Novos Deuses (Parte 1)                               | New Gods (1971)#6, Tales of the Unexpected (1956)#16 | Janeiro de 2019    |
| 83     | Os Novos Deuses (Parte 2)                               | New Gods (1971)#7-11, Detective Comics (1937)#64 | Janeiro de 2019    |
| 84     | Novos Titãs - O Nascimento Dos Titãs!                   | DC Comics Presents (1978)#26 (II), New Teen Titans (1980)#1-6, Doom Patrol (1964)#99                                                                                     | Janeiro de 2019    |
| 85     | Superman - Pânico nos Céus                              | Action Comics (1937) 674-675, Superman: The Man of Steel 910, Superman 65-66 e Adventures of Superman 488-489                                                            | Fevereiro de 2019  |
| 86     | Legião dos Super-Heróis: A Saga das Trevas Eternas      | Legion of Super-Heroes 290-294 | Fevereiro de 2019  |
| 87     | SJA: Justiça Seja Feita                                 | JSA (1999) 1-4 | Março de 2019      |
| 88     | Reino do Amanhã - Parte 1                               | | Março de 2019      |
| 89     | Reino do Amanhã - Parte 2                               | | Abril de 2019      |
| 90     | Batman: Odisseia - Parte 1                              | | Abril de 2019      |
| 91     | Batman: Odisseia - Parte 2                              | | Maio de 2019       |
| 92     | Lendas                                                  | | Maio de 2019       |

## Coleções especiais

### Terra de Ninguém
A editora lançou em 2016 uma coleção em seis volumes focada no Batman, contendo os arcos Cataclismo e Terra de Ninguém. Lista de livros publicados no especial Batman - Terra de Ninguém:
| Número | Título                     | Publicação original | Data de publicação |
| ------ | -------------------------- | --- | ------------------ |
| 1      | Cataclismo                 | Batman #553-554, Detective Comics #719-721, Batman: Shadow of the Bat #73-74, Nightwing (Vol. 2) #19-20, Catwoman (Vol. 2) #56-57, Robin (Vol. 4) #52-53, Azrael #40, The Batman Chronicles #12, Blackgate: Isle of Men, Huntress / Spoiler: Blunt Trauma, Arkham Asylum: Tales of Madness | Julho de 2016      |
| 2      | Terra de Ninguém (Parte 1) | No Man’s Land #1, Batman #563-565, Detective Comics #730-732, Batman: Shadow of the Bat #83-85, Batman: Legends of the Dark Knight #116-118, Azrael: Agent of the Bat #51-53, The Batman Chronicles #16                                                                                    | Agosto de 2016     |
| 3      | Terra de Ninguém (Parte 2) | Batman #566-567, Detective Comics #733-734, Batman: Shadow of the Bat #86-87, Batman: Legends of the Dark Knight #119-120, Robin (Vol. 4) #67, Azrael: Agent of the Bat #54-57, Young Justice: No Man’s Land                                                                               | Setembro de 2016   |
| 4      | Terra de Ninguém (Parte 3) | Batman #568-569, Detective Comics #735-736, Batman: Shadow of the Bat #88-89, Batman: Legends of the Dark Knight #121, Nightwing (Vol. 2) #35-37, Catwoman (Vol. 2) #72-74, Robin (Vol. 4) #68-70, Azrael: Agent of the Bat #58, The Batman Chronicles #17                                 | Outubro de 2016    |
| 5      | Terra de Ninguém (Parte 4) | Batman #570-572, Detective Comics #737-739, Batman: Shadow of the Bat #90-92, Batman: Legends of the Dark Knight #122-125, Batman: No Man’s Land Secret Files #1, Robin (Vol. 4) #71-72, The Batman Chronicles #18                                                                         | Novembro de 2016   |
| 6      | Terra de Ninguém (Parte 5) | Batman #573-574, Detective Comics #240-241, Batman: Shadow of the Bat #93-94, Batman: Legends of the Dark Knight #126, Batman: No Man’s Land #0, Nightwing (Vol. 2) #38-39, Catwoman (Vol. 2) #75-77, Robin (Vol. 4) #73, Azrael: Agent of the Bat #59-61                                  | Dezembro de 2016   |

### Sagas Definitivas
Em maio de 2018, foi divulgado o lançamento da DC Coleção de Graphic Novels – Sagas Definitivas, com o primeiro volume previsto para junho. A primeira edição trará a saga Crise nas Infinitas Terras, e custará 139,99.
| Número | Título                         | Publicação original | Data de Publicação |
| ------ | ------------------------------ | --- | ------------------ |
| 1      | Crise nas Infinitas Terras     | Crisis on Infinite Earths #1-12 | Junho de 2018      |
| 2      | Crise Infinita                 | Infinite Crisis # 1-7, Infinite Crisis Secret Files e Origins 2006, Superman # 226, Action Comics # 836, e Aventuras do Superman # 649 | Agosto de 2018     |
| 3      | Crise Final                    | Crise Final # 1-7, Crise Final: Superman Beyond # 1-2, Crise Final: Submeter # 1, Crise Final: Arquivos Secretos e Origens (one-shot), Crise Final: Requiem (one-shot)                                                                                      | Setembro de 2018   |
| 4      | Crise de Identidade            | Identity Crisis #1-7, The Flash #214-217 | Outubro de 2018    |
| 5      | Universo DC - Legados          | Legacies #1-10 | Outubro de 2018    |
| 6      | Um Milhão (Parte 1)            | One Million #1-3, Man of Steel: One Million, Superman: One Million, Batman: Shadow of the bat: One Million, Nightwing: One Million, Detective Comics: One Million, Starman: One Million, JLA: One Million, Batman: One Million, Catwoman: One Million.      | Dezembro de 2018   |
| 7      | Um Milhão (Parte 2)            | One Million #4, Robin: One Million, Wonder Woman: One Million, Shazam: One Million, Flash: One Million, Aquaman: One Million, Action Comics: One Million, Adventures of Superman: One Million, Man of Tomorrow: One Million, Ressurrection Man: One Million | Dezembro de 2018   |
| 8      | SJA: Reino do Amanhã (Parte 1) | |                    |
| 9      | SJA: Reino do Amanhã (Parte 2) | |                    |